# 金城镇 (常州市)
金城镇，是中华人民共和国江苏省常州市金坛区下辖的一个乡镇级行政单位。

## 行政区划
金城镇下辖以下地区：
白龙荡社区、后阳社区、白塔社区、南瑶村、长竹埂村、后阳村、培丰村、沈渎村、元巷村、冯庄村、白塔村、前庄村、庄城村、联丰村、新河社区、南戴村、白龙荡村、大亭村、许巷村、上庄村、联城村、中巷村、管庄村、花桥村、钱家村、韦家村、岳阳村、新河村、湖溪村、双阳村和王母观村。